# Приглашение на развод
Приглашение на развод (англ. Divorce Invitation) — американская романтическая комедия 2012 года, снятая С. В. Кришной Редди по сценарию Роберта Натурмана и Балы Раджасекхаруни. Продюсером выступил Р. Р. Венкат, сопродюсером — М.С.П. Шринивас Редди. После выхода фильм получил неоднозначные отзывы. Фильм, по некоторым предположениям, основан на собственном фильме режиссёра на языке телугу 1997 года «Аванам».

## Сюжет
Майк Кристиан влюбляется в еврейскую девушку Дилан Липник. Её бабушка и дедушка сначала не одобряли это, но в конце концов согласились на их брак после того, как Майк обратился в иудаизм. Развод родителей Дилан сильно повлиял на неё, и она составляет объёмистый брачный договор, который Майк подписывает, не читая. Они проводят медовый месяц и возвращаются в дом, который им купили бабушка и дедушка.
После четырёх месяцев брака Майку приходит в голову идея передать семейный бизнес по франшизе, чтобы заработать деньги, к этому к нему присоединяется его лучший друг Скотти. После составления бизнес-плана они обращаются к крупному бизнесу и обнаруживают, что генеральный директор едет на неделю гольфа/бизнеса. Дилан достаёт новую карту Visa, чтобы позволить Майку выследить генерального директора и стать посредником в сделке, потому что это сделает его «счастливым мужем». Майк выслеживает генерального директора в Скотсдейле, штат Аризона, и обнаруживает, что на самом деле это Алекс Бёрч, девушка, которую он должен был привести на выпускной бал 13 лет назад, но этого не произошло из-за вмешательства её отца. Искра, которая была раньше, загорается вновь, и они начинают отношения. Майк пишет Дилан электронное письмо с просьбой о разводе и сразу после этого узнаёт, что она беременна. Благодаря брачному договору Дилан отказывается от развода; в брачном договоре есть пункт, согласно которому развод может произойти только путём официальной церемонии развода, когда все участники первоначальной свадьбы, а также жених и невеста будут в своей оригинальной одежде. За этим должна последовать официальная церемония, оплачиваемая лицом, желающим развестись. Также лицо, подающее развод, должно объяснить причины.
Майк тратит много времени на организацию церемонии и привлечение людей на неё. В день церемонии развода он решает, что любит Дилан, извиняется перед Алекс и остаётся с женой.

## В ролях
- Джонатан Беннетт — Майк
- Джейми-Линн Сиглер — Дилан
- Надя Бьорлин — Алекс
- Мэйв Квинлен — Пэм
- Эллиотт Гулд — дедушка Дилан
- Лэйни Казан — бабушка Дилан
- Пол Сорвино — Дэниел Миллер
- Ричард Кайнд — Джордж Мейсон
- Андреа Боуэн — Мелани

## Производство
Сообщалось, что «Приглашение на развод» является ремейком индийского фильма С. В. Кришны Редди 1997 года на телугу «Аванам», однако Редди опроверг это, заявив, что это совершенно другая тема.